# Trichodectes ermineae
Trichodectes ermineae är en insektsart som först beskrevs av Hopkins 1941.  Trichodectes ermineae ingår i släktet Trichodectes och familjen pälslöss. Inga underarter finns listade i Catalogue of Life.